# Referéndum de independencia de Comoras de 1974
Se celebró un referéndum de independencia en Comoras el 22 de diciembre de 1974. El resultado general fue un fuerte «sí», con el 94,57 % de los votantes votando por la independencia y casi todos los votos «no» emitidos en Mayotte, donde había una mayoría por permanecer bajo control francés. Por el contrario, en Mohéli solo cinco de los 6059 votos fueron en contra de la independencia. La participación electoral fue del 93,3 %.
Tras el referéndum, el país declaró su independencia el 6 de julio de 1975, quedando Mayotte bajo control francés.

## Antecedentes
Las Comoras habían logrado la autonomía en 1961, y la satisfacción pública con el nuevo arreglo significaba que las islas no habían sido parte de la descolonización que vio a la mayoría de los territorios africanos de Francia independizarse en la década de 1960. Sin embargo, el apoyo público a la independencia comenzó a crecer a principios de la década de 1970, excepto en Mayotte, donde se mantuvo fuerte el apoyo a la retención de la soberanía francesa.
Se firmó un tratado el 15 de enero de 1973, que permite que las islas se independicen dentro de los cinco años posteriores a una consulta con los residentes. El gobierno francés aprobó el tratado el 2 de octubre, optando por un referéndum único para toda la colonia en lugar de una votación isla por isla. El enfoque fue criticado en Mayotte, donde Marcel Henry, líder del Movimiento Popular Mahoré, antiindependiente, afirmó que los residentes de Mayotte tenían derecho a la autodeterminación en base al artículo 53 de la Constitución francesa, que establece que la secesión no puede ocurrir sin el consentimiento de votantes.
Cuando la Asamblea Nacional aprobó el tratado en noviembre de 1973, hizo una enmienda que requería que Mayotte tuviera autonomía regional si se quería lograr la independencia. En noviembre de 1974 se aprobó la ley 74-965, que exigía la celebración de un referéndum en las Comoras en un plazo de seis meses, pero también permitía un período de seis meses a partir de los resultados para decidir sobre su reacción.

## Resultados por isla
|  | 99.93 % |

|  | 99.98 % |

|  | 36.78 % |

|  | 99.92 % |

|  | 99.92 % |

|  | 0.08 % |

|  | 93.28 % |

|  | 6.72 % |

|  | 0.07 % |

|  | 0.02 % |

|  | 63.22 % |

|  | 0.08 % |

|  | 99.92 % |

|  | 0.08 % |

|  | 93.28 % |

|  | 6.72 % |

## Consecuencias
Tras el referéndum, el presidente Ahmed Abdallah anunció que la Cámara de Diputados de las Comoras redactaría una nueva constitución y que se declararía la independencia de acuerdo con el gobierno francés. El resultado en Mayotte llevó al gobierno francés a intentar convencer a sus homólogos comoranos de que una nueva constitución debería permitir la autonomía de la isla del resto del país. Sin embargo, Abdallah declaró que estaba en contra de un estado federal. Rechazó un proyecto de constitución el 11 de abril de 1975 sobre la base de que permitía demasiada descentralización.
El 3 de julio de 1975, la Asamblea Nacional francesa aprobó una nueva ley sobre la independencia de las Comoras, y el segundo artículo establece que la nueva constitución debe ser aprobada individualmente por cada isla. Si una isla rechazara la nueva constitución, se tendría que presentar una nueva en tres meses. Si alguna isla rechazara el segundo borrador, no estaría sujeta a él. Sin embargo, el gobierno de las Comoras rechazó la ley francesa y el partido Oudzima de Abdallah declaró que «El pueblo de las Comoras desaprueba la injerencia del Parlamento francés en los asuntos internos del futuro estado de las Comoras, condena todas las maniobras para balcanizar las Comoras y, en consecuencia, rechaza las disposiciones del acto de 30 de junio de 1975».
El 6 de julio, la Cámara de Diputados de las Comoras declaró unilateralmente la independencia de todo el archipiélago de las Comoras. El gobierno francés reconoció la independencia de Gran Comora, Anjouan y Mohéli el 31 de diciembre de 1975, pero no mencionó a Mayotte. Posteriormente se celebró un referéndum en Mayotte en febrero de 1976 sobre la parte restante de las Comoras, y la propuesta fue rechazada por más del 99 % de los votantes; se observó que la participación electoral fue del 83.34 % y el número de votantes registrados se incrementó a 21 671.